# Ceylonositalces parvulus
Ceylonositalces parvulus – gatunek kosarza z podrzędu Laniatores i rodziny Podoctidae. Jedyny znany przedstawiciel monotypowego rodzaju Ceylonositalces.

## Taksonomia
Kosarz ten został opisany w 1915 roku przez Carl Friedrich Roewer i umieszczony we własnym rodzaju Eusitalces pod nazwą Eusitalces parvulus. Nazwa Eusitalces została jednak wcześniej nadana rodzajowi szarńczowatego i w 2006 roku Hüseyin Özdikmen przeniósł gatunek do nowego rodzaju Ceylonositalces.

## Występowanie
Gatunek jest endemiczny dla Cejlonu.